# Первоцвет головчатый
Первоцвет головчатый, или примула головчатая (лат. Primula capitata) — многолетнее травянистое растение, вид рода Первоцвет (Primula) семейства Первоцветные (Primulaceae).
Primula capitata была впервые обнаружена Джозефом Хукером в 1849 году во время экспедиции в Сикким. Позже вид был заново открыт и представлен Фрэнком Ладлоу и Джорджем Шеррифом в 1930-х годах.

## Описание

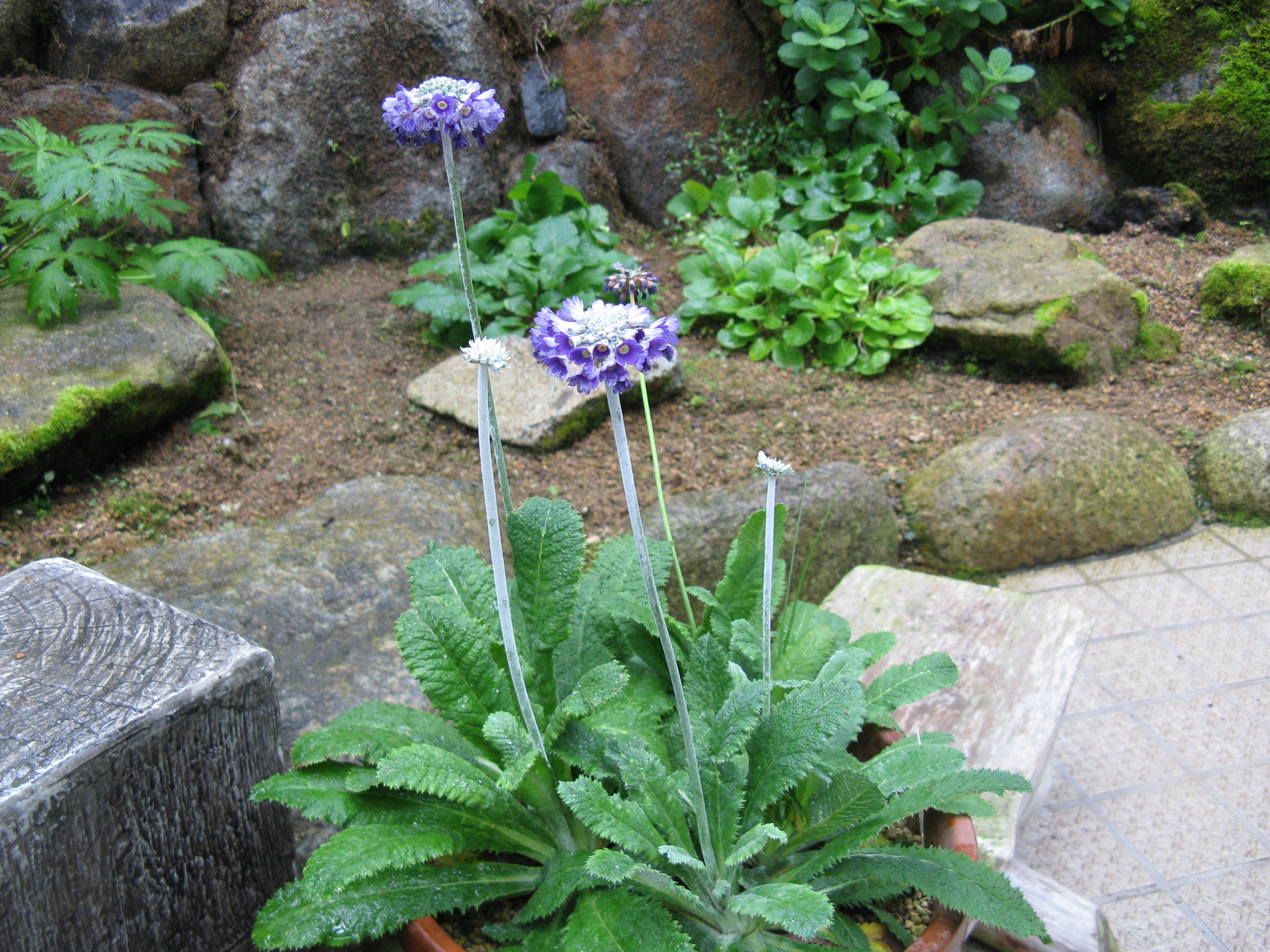
Общий вид цветущего растения

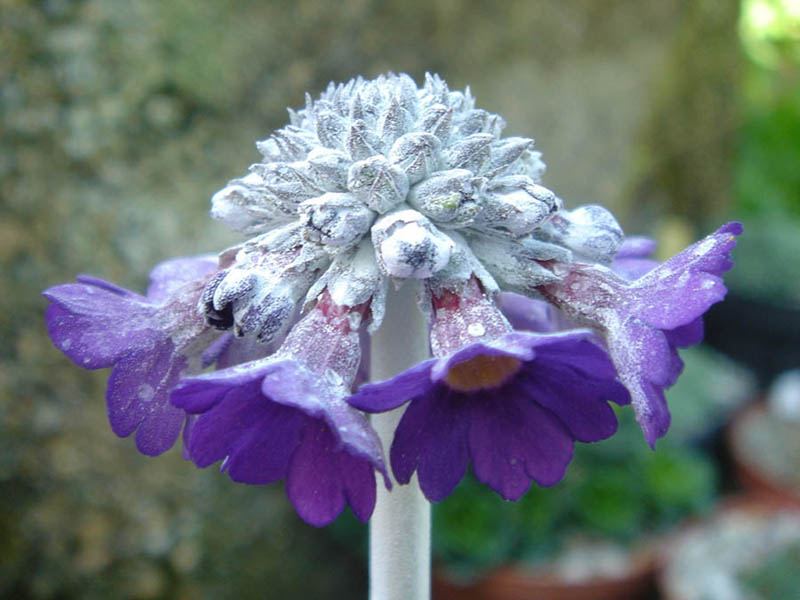
Соцветие

Недолговечное многолетнее, изредка двулетнее, травянистое растение.
Листья полувечнозеленые, собраны в розетку. С наружной стороны листовая пластинка припудрена лишь слегка, нижняя часть листа покрыта налетом такой толщины, что кажется почти белой. Черешок крылатый, неотчетливый до 1/2 длины листовой пластинки. Листовая пластинка продолговато-ланцетная до продолговато-лопатчатой, 2—13(15) × 0,5—2(3) см, абаксиально белая или жёлто-фаринозная (покрыта мучнистым налетом), но иногда лишь слегка железистая, адаксиально слегка железистая, основание длиннозаостренное, край эрозионно-зубчатый, верхушка острая до округлой.
Цветки длиной до 1 см, тёмно-фиолетовые, трубчатые, с мелколопастными лепестками. Собраны в кисти, образующую сплюснутые сферы, которые держатся на бело-мучнистых стеблях высотой около 40 см. Цветоножка 1—2 мм. Венчик пурпурный, с жёлтым глазком.
Цветёт в июне, июле, начале августа.

## Места обитания
Primula capitata встречается во влажных местах обитания в альпийских районах Бутана, Тибета и штата Сикким в Индии.
Горные редколесья, травянистые склоны, луга, окраины лесов, поляны в сосновых лесах, берега ручьев.

## Подвиды
Согласно базе данных GBIF по состоянию на февраль 2024 года вид имеет 4 подвида:
Primula capitata subsp. capitata 1850 — листья белые мучнистые абаксиально, зонтики на вершине кажутся дискообразными из-за неразвитых цветков.

= [syn. Aleuritia capitata  (Hook.) Soják 1980]

= [syn. Primula capitata subsp. mooreana (Balf.fil. & W.W.Sm.) W.W.Sm. & Forrest 1928]

= [syn. Primula globifera Griff. 1848]

= [syn. Primula mooreana Balf.fil. & W.W.Sm. 1916] — примула головчатая Мура
Primula capitata subsp. craibiana (Balf.fil. & W.W.Sm.) W.W.Sm. & Forrest

 ≡ [syn. Primula craibiana Balf.fil. & W.W.Sm.]

Primula capitata subsp. lacteocapitata (Balf.fil. & W.W.Sm.) W.W.Sm. & Forrest— листья кремово-жёлтые или ярко-жёлтые с мучнистым абаксиальным расположением, зонтики шаровидные. 

 ≡ [syn. Primula lacteocapitata Balf.fil. & W.W.Sm.]
Primula capitata subsp. sphaerocephala (Balf.fil. & Forrest) W.W.Sm. & Forrest — листья эфаринозы, зонтики шаровидные.

= [syn. Primula pseudocapitata Kingdon-Ward ex Balf.fil. 1916]

 ≡ [syn. Primula sphaerocephala Balf.fil. 1913]

## Применение
Может использоваться как декоративное садовое растение. Используют для бордюров, клумб, в композициях с камнями, в альпинариях и контейнерах. Предполагаемый подвид Primula capitata subsp. sphaerocephala получил награду Королевского садоводческого общества за выдающиеся садовые качества.
У сорта Муреана цветочные головки немного крупнее, чем у видового растения.